# Ісламов Олександр Олександрович
Олександр Олександрович Ісламов (рос. Александр Александрович Исламов; 11 жовтня 1986, м. Орськ, СРСР) — російський хокеїст, центральний нападник. Виступає за «Металург» (Новокузнецьк) у Континентальній хокейній лізі. 
Вихованець хокейної школи «Южний Урал» (Орськ). Виступав за «Південний Урал-2» (Орськ), «Южний Урал» (Орськ), «Нафтовик» (Леніногорськ), «Нафтохімік» (Нижньокамськ), «Торпедо» (Усть-Каменогорськ). 